# Pino Tripodi
Pino Tripodi (Vibo Valentia, 23 ottobre 1957) è uno scrittore, saggista e attivista politico italiano.

## Biografia
Trasferitosi a Milano nel 1975, vi ha frequentato la facoltà di filosofia presso l'Università Statale, laureandovisi. Ha partecipato al movimento del Settantasette come militante del movimento extraparlamentare dell'Autonomia Operaia e teorico della cosiddetta "autonomia diffusa", in alternativa alla "autonomia organizzata" L'esperienza settantasettina è al centro del suo romanzo sperimentale e "corale" Settantasette. Una rivoluzione. La vita del 2012.
Negli anni novanta è stato tra gli animatori della rivista DeriveApprodi (1992-2005) e tra i collaboratori dell'omonima casa editrice fondata nel 1998 da Sergio Bianchi e Mauro Trotta. È stato coinvolto nell'iniziativa "Critical Wine" promossa da Luigi Veronelli.
Insieme a Sergio Cusani ha fondato e presieduto a inizio degli anni Zero la Banca della Solidarietà, associazione attiva nell'organizzazione dell'aiuto a detenuti ed ex detenuti, nonché nella consulenza finanziaria e sindacale, in particolare a favore della Cgil Fiom.
Ha a lungo collaborato con Primo Moroni, insieme al quale è coautore nel testo di esordio. Ha contribuito a fondare la casa editrice del centro sociale Leoncavallo, presso cui ha organizzato con Daniele Farina e l'artista Arcangelo il festival d'arte Leonkart nel 1996. Muovendosi sul crinale della produzione editoriale indipendente, è tra gli organizzatori della prima edizione della fiera del libro indipendente, BookPride.
Ha collaborato con il manifesto. Ha pubblicato su Nazione Indiana. Ha scritto su QN Qotidiano Nazionale. 
Nel 2016 pubblica Per sempre partigiano. L'insurrezione di Santa Libera, che racconta la vicenda dell'insurrezione dell'estate 1946 nella località di Santa Libera, nel comune cunese di Santo Stefano Belbo, capitanata dal comandante partigiano Giovanni "Primo" Rocca.
Con lo scrittore Giuseppe Genna ha dato vita al network letterario e filosofico Pianetica.

## Produzione letteraria

### Romanzi e saggi
- Centri sociali: che impresa! Oltre il ghetto: un dibattito cruciale, con Primo Moroni e Daniele Farina (Castelvecchi, 1995) - ISBN 8886232543
- Lo stato della globalizzazione, con Marco Revelli (Leoncavallo, 1998) - ISBN 888717508X
- Terra e libertà / Critical wine, AAVV, (DeriveApprodi, 2004) ISBN 978-8888738307
- Vivere malgrado la vita. Sguardi di un disabile sul mondo (DeriveApprodi, 2004) - ISBN 8888738363
- settesette. una rivoluzione. la vita (Milieu, 2013) - ISBN 978-8890727351
- La zecca e la malacarne, con prefazione di Alessandro Dal Lago (Milieu, 2014) - ISBN 978-8898600120
- Per sempre partigiano. L'insurrezione di Santa Libera (DeriveApprodi, 2016) - ISBN 978-8865481561
- Pianetica, con Giuseppe Genna (Milieu, 2022) - ISBN 979-1280682000
- Uccidere la colpa. etica pianetica una, con Gherardo Colombo e Sergio Cusani (Milieu, 2024) - ISBN 979-1280682819

### Curatele
- Io sono un black bloc (anonimo, DeriveApprodi, 2002)
- Io servo dello Stato. Diario di un funzionario incorruttibile (anonimo, DeriveApprodi, 2002)